# Václav-Havel-Preis für kreativen Dissens

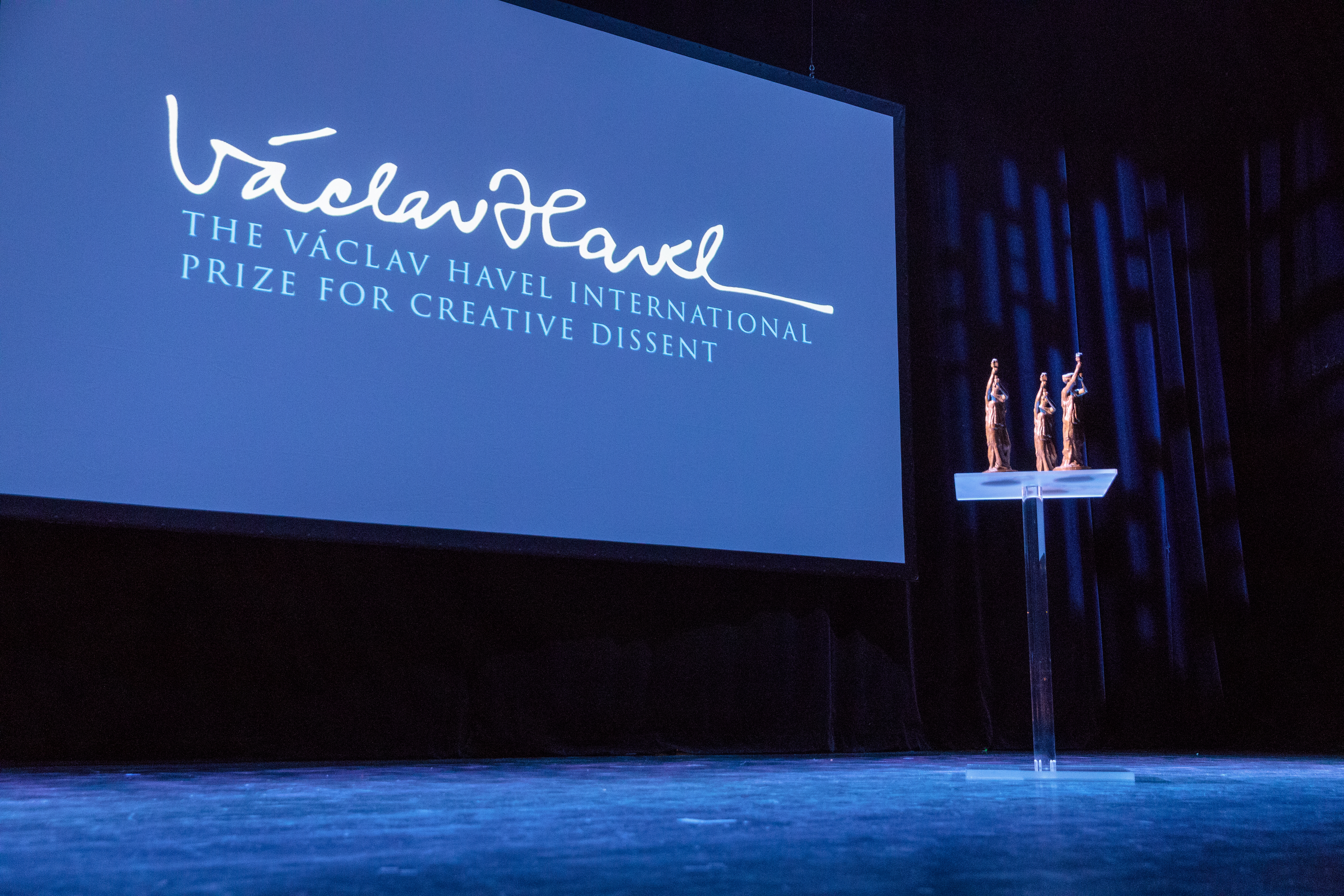
Václav Havel Prize Award Ceremony in 2018

Der Internationale Václav-Havel-Preis für kreativen Dissens (engl. Václav Havel International Prize for Creative Dissent) ist eine Auszeichnung, die 2012 von der in New York ansässigen Human Rights Foundation (HRF) ins Leben gerufen wurde. Mit dem Preis werden Personen ausgezeichnet, „die sich auf kreative Meinungsverschiedenheiten einlassen und Mut und Kreativität zeigen, um Ungerechtigkeiten herauszufordern und in Wahrheit zu leben.“ Der Preis wurde nach dem im Dezember 2011 verstorbenen tschechischen Politiker und Schriftsteller Václav Havel benannt, welcher von 2009 bis 2011 Vorsitzender der HRF war, und mit Unterstützung seiner Witwe Dagmar Havlová gegründet. Der Google-Mitbegründer Sergei Brin und PayPal -Mitbegründer Peter Thiel stellten einen Teil der Preisfinanzierung bereit.
Der Preis wird jährlich im Mai auf dem Oslo Freedom Forum verliehen und ist mit insgesamt 350.000 norwegischen Kronen (ca. 35.000 Euro) sowie einer verkleinerten Nachbildung der Göttin der Demokratie dotiert.
Der Preis ist zu unterscheiden von dem Václav-Havel-Menschenrechtspreis, dem ehemaligen europäischen Menschenrechtspreis des Europarats.

## Preisträger
Die bisherigen Preisträger sind:
| Jahr | Person oder Gruppe          | Land                | Begründung | Bild                                                                             |
| ---- | --------------------------- | ------------------- | --- | -------------------------------------------------------------------------------- |
| 2012 | Ai Weiwei                   | Volksrepublik China | Konzeptkünstler, Bildhauer, Menschenrechtler und Dissident | Ai Weiwei (2017)                                                                 |
| 2012 | Aung San Suu Kyi            | Myanmar             | Politikerin und herausragende Vertreterin im Freiheitskampf, setzte sich für die gewaltlose Demokratisierung ihres Landes ein                                                                              | Aung San Suu Kyi (2013)                                                          |
| 2012 | Manal al-Sharif             | Saudi-Arabien       | IT-Beraterin, bekannt geworden durch ihre Kampagne „Woman2Drive“ | Manal al-Sharif (2011)                                                           |
| 2013 | Ali Farzat                  | Syrien              | Karikaturist und Träger des Sacharow-Preis 2011 | Porträt des Ali Ferzat aus Michael Netzer's Portraits of the Creators Sketchbook |
| 2013 | Park Sang Hak               | Nordkorea           | Dissident und Gründer der Bewegung „Kämpfer für ein freies Nordkorea“ | Park Sang-hak (2014)                                                             |
| 2013 | Damen in Weiß               | Kuba                | Oppositions-Gruppe, die jeden Sonntag in weißer Kleidung und mit Gladiolen in der Hand für die Einhaltung der Menschenrechte in Kuba demonstriert                                                          | Damen in Weiß in Havanna (April 2012)                                            |
| 2014 | Erdem Gündüz                | Türkei              | Künstler, Tänzer und Choreograph, bekannt durch seinen stillen Protest „stehender Mann“ (türk. Duran Adam) auf dem Taksim-Platz 2013                                                                       | Erdem Gündüz (2013)                                                              |
| 2014 | Pussy Riot                  | Russland            | feministische, regierungs- und kirchenkritische Punkrock-Band aus Moskau, die mit spontanen Auftritten an öffentlichen Orten die Regierung und die Einschränkung der Menschenrechte in Russland kritisiert | Pussy Riot                                                                       |
| 2014 | Dhondup Wangchen            | Tibet               | tibetanischer Dokumentarfilmer, der in China für seinen Dokumentarfilm „Leaving Fear Behind“ zu sechs Jahren Haft verurteilt wurde                                                                         | Protest zur Freilassung von Dhondup Wangchen                                     |
| 2015 | Widerstands-Bewegung Girifn | Sudan               | gewaltfreie Widerstands-Bewegung | Bild                                                                             |
| 2015 | Sakdiyah Ma'ruf             | Indonesien          | Stand-up-Comedian, die sich für die freie Meinungsäußerung und die Rechte der Frauen einsetzt | Sakdiyah Ma'ruf (2015)                                                           |
| 2016 | Atena Farghadani            | Iran                | iranische Künstlerin und politische Aktivistin | Bild                                                                             |
| 2016 | Petr Pavlensky              | Russland            | Aktions- und Performancekünstler; wieder aberkannt im Juli 2016 | Petr Pavlensky (2016)                                                            |
| 2016 | Umida Akhmedova             | Usbekistan          | usbekische Fotojournalistin | Umida Akhmedova (2016)                                                           |
| 2017 | Silvanos Mudzvova           | Simbabwe            | simbabwische Künstler und Aktivist | Bild                                                                             |
| 2017 | Ayat Al-Qurmezi             | Bahrain             | bahrainische Dichterin und Aktivistin | Ayat Al-Qurmezi(2014)                                                            |
| 2017 | Website El Chigüire Bipolar | Venezuela           | venezolanische satirische Website | Bild                                                                             |
| 2018 | Emmanuel Jal                | Südsudan            | Musiker und Schauspieler aus dem Südsudan | Emmanuel Jal(OFF 2018)                                                           |
| 2018 | Belarus Free Theatre        | Belarus             | belarussische Underground-Theatergruppe | Belarus Free Theatre (OFF 2018)                                                  |
| 2018 | Mai Khôi                    | Vietnam             | vietnamesische Sängerin, Künstlerin und politischer Aktivistin | Mai Khoi (OFF 2018)                                                              |
| 2019 | Rap against Dictatorship    | Thailand            | thailändische Hip-Hop&Rap-Musiker-Kollektiv | Bild                                                                             |
| 2019 | Rayma Suprani               | Venezuela           | venezolanische Karikaturistin | Rayma Suprani(2015)                                                              |
| 2019 | Ramy Essam                  | Ägypten             | Musiker, bekannt durch seine Auftritte auf dem Tahrir-Platz in Kairo während der Revolution in Ägypten 2011                                                                                                | Ramy Essam (2018)                                                                |